# 罗伯特·S·戈特弗里德
罗伯特·S·戈特弗里德（1949年—）是一位美国历史学家，罗格斯大学教授，专攻中世纪历史，主要作品有《瘟疫之王：黑死病及其后世界》（The Black Death: Natural and Human Disaster in Medieval Europe）、《15世纪英格兰的流行病》（Epidemic Disease in Fifteenth Century England: The Medical Response and the Demographic Consequences）等。